# Stingray telefon sledilnik
StingRay je lovilec IMSI, naprava za nadzor mobilnega telefona, ki jo proizvaja Harris Corporation. Sprva razviti za vojaško in obveščevalno skupnost so naprave StingRay in podobne naprave Harris v široki uporabi lokalnih in državnih organov pregona po vsej Kanadi, ZDA, in v Združenem kraljestvu. Stingray je postalo tudi splošno ime za opis tovrstnih naprav.

### Tehnologija
StingRay je lovilec IMSI z pasivnimi (digitalni analizator) in aktivnimi (simulator celic) lastnostmi. Ko naprava deluje v aktivnem načinu, posnema brezžični celični stolp, da prisili vse bližnje mobilne telefone in druge celične podatkovne naprave, da se nanjo povežejo. Družino naprav StingRay je mogoče vgraditi v vozila na letala, helikopterje in brezpilotna letala. Ročne različice so omenjene pod trgovskim imenom KingFish.

### Dejavnosti v aktivnem načinu
1. Izdvajanje shranjenih podatkov, kot so številke mednarodne identitete mobilnega naročnika ("IMSI") in elektronske serijske številke ("ESN"), [13]
2. Zapisovanje metapodatkov celičnega protokola v notranji pomnilnik,
3. Prisilno povečanje moči prenosa signala, [14]
4. Prisilno prenašanje številnih radijskih signalov,
5. Vsiljevanje znižanja na starejši in manj varen komunikacijski protokol, če ciljna naprava dovoli starejšega protokola, tako da se Stingray pretvarja, da ne more komunicirati po posodobljenem protokolu,
6. Prestrezanje komunikacijskih podatkov ali metapodatkov,
7. Uporaba kazalnikov moči prejetega signala za prostorsko lociranje mobilne naprave,
8. Izvedba napada zavrnitve storitve,
9. Motenje radia bodisi za splošno zavrnitev storitve [neuspešno preverjanje - glej razpravo] bodisi za pomoč pri napadih povratnega protokola v aktivnem načinu.

### Operacije v pasivnem načinu
Izvajanje raziskav baznih postaj, kar je postopek uporabe brezžičnih signalov za identifikacijo legitimnih mest celic in natančno kartiranje njihovih območij.

### Aktivne zmogljivosti (simulator spletnega mesta)
V aktivnem načinu bo StingRay prisilil vsako združljivo mobilno napravo na določenem območju, da se odklopi od celice svojega ponudnika storitev (npr. Upravlja Verizon, AT&T itd.) In vzpostavi novo povezavo s StingRay. V večini primerov se to doseže tako, da StingRay oddaja pilotni signal, ki je bodisi močnejši od signala pilota, ki ga oddajajo zakonite celice, ki delujejo na tem območju, ali pa je videti močnejše od njih. Skupna funkcija vseh protokolov celične komunikacije je, da se celična naprava poveže s celično stranjo in ponuja najmočnejši signal. StingRays izkorišča to funkcijo kot sredstvo za vsiljevanje začasnih povezav s celičnimi napravami na omejenem območju.

### Izdvajanje podatkov iz notranjega pomnilnika
Med postopkom vsiljevanja povezav iz vseh združljivih celičnih naprav na določenem območju mora operater StingRay določiti, katera naprava je želeni nadzorni cilj. To se doseže s prenosom podatkov IMSI, ESN ali drugih identifikacijskih podatkov iz vsake naprave, priključene na StingRay. V tem okviru IMSI ali enakovreden identifikator ni pridobljen od ponudnika celičnih storitev ali katere koli druge tretje osebe. StingRay te podatke prenese neposredno iz naprave z uporabo radijskih valov. 
V nekaterih primerih je operaterju StingRay vnaprej znan IMSI ali enakovreden identifikator ciljne naprave. V tem primeru bo operater prenesel IMSI ali enakovreden identifikator iz vsake naprave, ko se poveže s StingRay. Ko se preneseni IMSI ujema z znanim IMSI želenega cilja, se vlečna mreža konča in operater nadaljuje s posebnimi operacijami nadzora samo na ciljni napravi.
V drugih primerih operaterju StingRay IMSI ali enakovreden identifikator cilja ni znan, cilj nadzorne operacije pa je prepoznati eno ali več celičnih naprav, ki se uporabljajo na znanem območju. Če se na primer izvaja vizualni nadzor nad skupino protestnikov, lahko StingRay uporabite za prenos IMSI ali enakovrednega identifikatorja iz vsakega telefona znotraj protestnega območja. Po identifikaciji telefonov se lahko izvede iskanje in sledenje, ponudniki storitev pa so prisiljeni predati podatke o računu, ki identificirajo uporabnike telefona.

### Prisilno povečanje moči prenosa signala
Celični telefoni so radijski oddajniki in sprejemniki, podobno kot walkie-talkie. Vendar mobilni telefon komunicira samo z repetitorjem znotraj bližnje instalacije celičnega stolpa. Pri tej namestitvi naprave sprejmejo vse klice v celici na svojem geografskem območju in jih ponovijo drugim celičnim napravam, ki signale ponovijo naprej na svoj ciljni telefon (bodisi po radijski ali stacionarni žici). Radio se uporablja tudi za prenos klicateljevega glasu / podatkov nazaj na sprejemniški mobilni telefon. Dvosmerni dupleksni telefonski pogovor potem obstaja prek teh medsebojnih povezav.
Da bi vse to delovalo pravilno, sistem omogoča samodejno povečanje in zmanjšanje moči oddajnika (za posamezni mobilni telefon in tudi za stolpni repetitor), tako da se za dokončanje in zadrževanje klica uporabi le najmanjša moč oddajanja ", uporabnikom pa omogoča, da med pogovorom neprekinjeno slišijo in slišijo. Cilj je, da klic ostane aktiven, vendar porabi najmanj oddajne moči, predvsem za varčevanje z baterijami in učinkovitost. Stolpni sistem bo zaznal, ko mobilni telefon ne bo prišel jasno, in bo naročil mobilnemu telefonu, da poveča moč oddajanja. Uporabnik nima nadzora nad tem pospeševanjem; lahko se zgodi za delček sekunde ali za celoten pogovor. Če je uporabnik na oddaljenem mestu, je lahko povečanje moči neprekinjeno. Poleg prenosa glasu ali podatkov mobilni telefon samodejno pošilja tudi podatke o sebi, ki se povečajo ali ne, ko sistem zazna potrebe.
Kodiranje vseh prenosov zagotavlja, da med dvema bližnjima uporabnikoma celice ne pride do navzkrižnega pogovora ali motenj. Povečanje moči pa je zaradi zasnove naprav omejeno na maksimalno nastavitev. Standardni sistemi niso "velike moči" in jih zato lahko premagajo skrivni sistemi z veliko večjo močjo, ki lahko nato prevzamejo uporabnikov mobilni telefon. Če se tako premaga, mobilni telefon ne bo prikazal spremembe zaradi skrivnega radia, ki je programiran za skrivanje pred običajnim zaznavanjem. Navaden uporabnik ne more vedeti, ali je njegov mobilni telefon zajet s premočnimi ojačitvami ali ne. (Obstajajo tudi drugi načini zajemanja skrivnosti, ki jih tudi ni treba premagati.)
Tako kot človek, ki kriči, utiša nekoga, ki šepeta, lahko povečanje RF vatov moči v sistem mobilnega telefona ta sistem prehiti in nadzira - skupaj ali le nekaj ali celo samo en pogovor. Ta strategija zahteva le več RF moči in je zato bolj preprosta kot druge vrste tajnega nadzora. Oprema za povečanje moči je lahko nameščena kjer koli je lahko antena, tudi v vozilu, morda celo v vozilu v gibanju. Ko na skrivaj okrepljeni sistem prevzame nadzor, je možna kakršna koli manipulacija od preprostega snemanja glasu ali podatkov do popolnega blokiranja vseh mobilnih telefonov na geografskem območju.

### Sledenje in iskanje
StingRay se lahko uporablja za prepoznavanje in sledenje telefona ali druge združljive mobilne podatkovne naprave, tudi če naprava ni vključena v klic ali dostopa do podatkovnih storitev.
Stingray je zelo podoben prenosnemu stolpu za mobilne telefone. Značilno je, da uradniki pregona Stingray postavijo v svoje vozilo z združljivo računalniško programsko opremo. Stingray deluje kot celični stolp za pošiljanje signalov, da se določena naprava poveže z njim. Mobilni telefoni so programirani za povezavo s celičnim stolpom, ki ponuja najboljši signal. Ko se telefon in Stingray povežeta, računalniški sistem določi jakost signala in s tem razdaljo do naprave. Nato se vozilo premakne na drugo mesto in pošilja signale, dokler se ne poveže s telefonom. Ko je moč signala določena z dovolj mest, računalniški sistem centralizira telefon in ga lahko najde.
Mobilni telefoni so programirani za nenehno iskanje najmočnejšega signala, ki ga oddajajo stolpi za mobilne telefone na tem območju. Skozi dan se večina mobilnih telefonov poveže in znova poveže z več stolpi, da bi se povezala z najmočnejšim, najhitrejšim ali najbližjim signalom. Zaradi načina njihove zasnove so signali, ki jih oddaja Stingray, veliko močnejši od tistih, ki prihajajo iz okoliških stolpov. Zaradi tega se vsi mobilni telefoni v bližini povežejo s Stingrayom ne glede na znanje lastnika mobilnega telefona. Od tam lahko stingray poišče napravo, moti napravo in zbira osebne podatke iz naprave.

### Zavrnitev storitve
FBI je trdil, da StingRay, kadar se uporablja za identifikacijo, iskanje ali sledenje celični napravi, ne zbira komunikacijske vsebine in je ne posreduje ponudniku storitev. Namesto tega naprava povzroči motnje v delovanju. V tem primeru vsak poskus uporabnika mobilne naprave, da vzpostavi klic ali dostopi do podatkovnih storitev, ne bo uspel, medtem ko StingRay izvaja nadzor. 21. avgusta 2018 je senator Ron Wyden opozoril, da je družba Harris Corporation potrdila, da Stingrays moti komunikacijo ciljnega telefona. Poleg tega je opozoril, da "medtem ko družba trdi, da njeni simulatorji na celicah vsebujejo funkcijo, ki zazna in dovoli dostavo klicev v sili na številke 9-1-1, so njeni uradniki v moji pisarni priznali, da ta funkcija ni bila neodvisno preizkušena postopka potrjevanja Zvezne komisije za komuniciranje niti niso mogli potrditi, da ta funkcija ne more zaznati in prenesti 9-1-1 komunikacij v sili, ki jih gluhi, naglušni ali govorno ovirani uporabljajo s pomočjo besedila v realnem času. tehnologijo. "

### Prestrezanje komunikacijske vsebine
Z nadgradnjo programske opreme  lahko StingRay in podobni izdelki Harris uporabimo za prestrezanje komunikacijskih vsebin GSM, ki se prenašajo po zraku med ciljno celično napravo in legitimnim spletnim mestom ponudnika storitev. StingRay to stori z naslednjim napadom človek-v-sredini: (1) simulira mesto celice in prisili povezavo s ciljno napravo, (2) prenese IMSI ciljne naprave in druge identifikacijske informacije, (3) izvedite "Izvleček aktivnega ključa GSM", da pridobite shranjeni šifrirni ključ ciljne naprave, (4) uporabite prenesene identifikacijske podatke za simulacijo ciljne naprave po zraku, (5) med simulacijo ciljne naprave vzpostavite povezavo z legitimno spletno stranjo, pooblaščeno za zagotavljanje storitev ciljni napravi, (6) uporabite šifrirni ključ za preverjanje pristnosti StingRaya ponudniku storitev kot ciljne naprave in (7) posredovanje signalov med ciljno napravo in legitimnim celičnim mestom med dešifriranjem in snemanjem komunikacijske vsebine.
"Izvleček aktivnega ključa GSM", ki ga je izvedel StingRay v tretjem koraku, si zasluži dodatno razlago. Telefon GSM šifrira vso komunikacijsko vsebino s šifrirnim ključem, shranjenim na njegovi kartici SIM, s kopijo, shranjeno pri ponudniku storitev.  Med simulacijo ciljne naprave med zgoraj razloženim napadom človek-v-sredini bo spletno mesto ponudnika storitev zaprosilo StingRay (za katerega meni, da je ciljna naprava), da začne šifriranje s ključem, shranjenim na ciljni napravi. Zato StingRay potrebuje metodo za pridobitev shranjenega šifrirnega ključa ciljne naprave, sicer napad človek v sredini ne bo uspel.
GSM v glavnem šifrira komunikacijsko vsebino z uporabo šifrirne kode A5 / 1. Leta 2008 so poročali, da je mogoče šifrirni ključ telefona GSM dobiti z uporabo računalniške strojne opreme v vrednosti 1.000 USD in 30-minutno kriptoanalizo signalov, šifriranih z A5 / 1.  Vendar GSM podpira tudi izvozno oslabljeno različico A5 / 1, imenovano A5 / 2. To šibkejšo šifrirno šifro je mogoče razbiti v realnem času.  Medtem ko A5 / 1 in A5 / 2 uporabljata različno jakost šifriranja, uporabljata vsak isti osnovni šifrirni ključ, shranjen na kartici SIM. Medtem ko A5 / 1 in A5 / 2 uporabljata različno jakost šifriranja, uporabljata vsak isti ključ za šifriranje, shranjen na kartici SIM. Zato StingRay med tretjim korakom napada človek v sredini izvede "izvlečenje aktivnega ključa GSM", kot sledi: (1) uri ciljni napravi, naj uporabi šibkejšo šifrirno šifrirko A5 / 2, (2) zbere Šifrirani signali A5 / 2 iz ciljne naprave in (3) izvedejo kriptoanalizo signalov A5 / 2 za hitro obnovitev osnovnega shranjenega šifrirnega ključa. Ko je šifrirni ključ pridobljen, ga StingRay uporabi za izpolnitev zahteve za šifriranje, ki mu jo je ponudnik storitev poslal med napadom človek v sredini.

### Pasivne sposobnosti
V pasivnem načinu StingRay deluje bodisi kot digitalni analizator, ki sprejema in analizira signale, ki jih prenašajo celične naprave in / ali spletna mesta brezžičnih nosilcev, bodisi kot naprava za motenje radia, ki oddaja signale, ki blokirajo komunikacijo med celičnimi napravami in brezžično celico strani. Z "pasivnim načinom" pomeni, da StingRay ne posnema spletnega mesta brezžičnega operaterja ali komunicira neposredno s celičnimi napravami.

### Raziskave baznih postaj (celic)
Za izvajanje raziskav baznih postaj je mogoče uporabiti StingRay in testni telefon, kar je postopek zbiranja informacij na celicah, vključno z identifikacijskimi številkami, močjo signala in območji pokritosti signala. Pri izvajanju raziskav baznih postaj StingRay posnema mobilni telefon, medtem ko pasivno zbira signale, ki jih prenašajo celična mesta na območju StingRaya. Podatke raziskovanja baznih postaj lahko uporabimo za nadaljnje zožitev preteklih lokacij celične naprave, če se uporabljajo skupaj z zgodovinskimi informacijami o lokaciji celice ("HCSLI"), pridobljenimi od brezžičnega operaterja. HCSLI vključuje seznam vseh celičnih mest in sektorjev, do katerih dostopa celična naprava, ter datum in čas vsakega dostopa. Organi pregona pogosto dobijo HCSLI od brezžičnih operaterjev, da bi ugotovili, kje se je v preteklosti nahajal določen mobilni telefon. Ko bodo te informacije pridobljene, bo organ pregona z zemljevidom lokacij celic določil pretekle geografske lokacije celične naprave. Vendar se lahko območje pokritosti s signalom na določenem celičnem mestu spreminja glede na čas dneva, vreme in fizične ovire glede na to, kje mobilna naprava poskuša dostopati do storitve. Zemljevidi območij, ki jih pokrivajo celice, ki jih uporabljajo organi pregona, so lahko na splošno tudi natančni. Iz teh razlogov je koristno uporabiti StingRay in testni telefon za natančno določitev območja pokritosti vseh celičnih mest, ki se pojavljajo v zapisih HCSLI. To se običajno počne ob istem času dneva in v enakih vremenskih razmerah, ki so veljale, ko je bil HCSLI prijavljen. Uporaba sistema StingRay za izvajanje raziskav baznih postaj na ta način omogoča preslikavo območij pokritosti celic, ki se natančneje ujemajo z območji pokritosti, ki so veljala v času uporabe mobilne naprave.

## Uporaba organov pregona

### ZDA
Uporaba naprav je bila pogosto financirana z nepovratnimi sredstvi Ministrstva za domovinsko varnost.  Policijska uprava v Los Angelesu je leta 2006 z dotacijo ministrstva za nacionalno varnost kupila StingRay za "preiskave regionalnega terorizma".  Po navedbah fundacije Electronic Frontier Foundation pa jo "LAPD uporablja za skoraj vsako možno preiskavo."
Poleg zveznih organov pregona, vojaških in obveščevalnih agencij so StingRays v zadnjih letih kupili še lokalni in državni organi pregona. 
Leta 2006 so zaposleni v družbi Harris Corporation v imenu policijske uprave Palm Bay, kjer ima Harris kampus, neposredno odzvali brezžični nadzor z uporabo enot StingRay kot odgovor na grožnjo z bombo proti srednji šoli. Preiskava je bila izvedena brez naloga in sodnega nadzora.
Ameriška zveza za državljanske svoboščine, ki jo običajno imenujejo tudi ACLU, je potrdila, da ima lokalna policija simulatorje celičnih mest v Washingtonu, Nevadi, Arizoni, Aljaski, Missouriju, Novi Mehiki, Gruziji in Massachusettsu. Državna policija ima simulatorje celic v Oklahomi, Louisiani, Pensilvaniji in Delawareu. Lokalna in državna policija ima simulatorje celic v Kaliforniji, Teksasu, Minnesoti, Wisconsinu, Michiganu, Illinoisu, Indiani, Tennesseeju, Severni Karolini, Virginiji, Floridi, Marylandu in New Yorku. Policijska uporaba simulatorjev celičnih spletnih mest v preostalih državah ni znana. Vendar številne agencije ne razkrivajo uporabe tehnologije StingRay, zato so te statistike še vedno premalo zastopane glede dejanskega števila agencij. Po najnovejših informacijah, ki jih je objavila Ameriška zveza za državljanske svoboščine, ima 72 organov pregona v 24 državah v lasti tehnologijo StingRay v letu 2017. Od leta 2014 se je to število povečalo z 42 agencij v 17 zveznih državah. Spodaj so zvezne agencije v ZDA, ki so potrdile uporabo simulatorjev celičnih spletnih mest: Zvezni preiskovalni urad, Uprava za boj proti drogam, Ameriška tajna služba, Priseljevanje in carinsko izvrševanje, Služba ameriških maršalov, Urad za alkohol, tobak, strelno orožje in Eksplozivi, ameriška vojska, ameriška mornarica, ameriški marinci, ameriška nacionalna garda, ameriško posebno poveljstvo in agencija za nacionalno varnost. V proračunskih letih 2010–14 je Ministrstvo za pravosodje potrdilo, da je porabilo „več kot 71 milijonov USD za tehnologijo simulacije celičnih citatov“, Ministrstvo za domovinsko varnost pa je potrdilo, da je porabilo „več kot 24 milijonov USD za tehnologijo simulacije celičnih citatov“. O zakonitosti uporabe Stingray-a brez naloga je bilo izdanih več sodnih odločb, nekatera sodišča razsodijo, da je nalog potreben, drugi pa naloga ne zahtevajo.

### Zunaj ZDA
Policija v Vancouvru, BC, Kanada je po številnih špekulacijah po državi priznala, da je uporabila napravo Stingray, ki jo je zagotovil RCMP. Izjavili so tudi, da nameravajo takšne naprave uporabljati v prihodnosti. Dva dni kasneje je bila izjava policijske enote v Edmontonu sprejeta kot potrditev njihove uporabe naprav, kasneje pa so dejali, da ne želijo ustvariti, kot so rekli, napačne komunikacije.
Privacy International in The Sunday Times sta poročala o uporabi lovilcev StingRays in IMSI na Irskem proti irski komisiji varuha človekovih pravic Garda Síochána (GSOC), ki je nadzorna agencija irske policije Garda Síochána. 10. junija 2015 je BBC poročal o preiskavi Sky News o morebitnih lažnih stolpih za mobilne telefone, ki jih uporablja londonska metropolitanska policija. Komisar Bernard Hogan-Howe je zavrnil komentar.
Med februarjem 2015 in aprilom 2016 je bilo več kot 12 podjetjem v Združenem kraljestvu dovoljeno izvoziti naprave IMSI-catcher v države, vključno s Savdsko Arabijo, ZAE in Turčijo. Kritiki so izrazili zaskrbljenost zaradi izvoza nadzorne tehnologije v države s slabimi evidencami o človekovih pravicah in zgodovino zlorabe nadzorne tehnologije.

### Skrivnost
Naraščajoča uporaba naprav je bila v glavnem v tajnosti sodnega sistema in javnosti. Leta 2014 je policija na Floridi razkrila, da je take naprave od leta 2010 uporabljala vsaj 200-krat, ne da bi jih razkrila sodiščem ali pridobila nalog.  Eden od razlogov, da policija Tallahassee ni zagotovila odobritve sodišča, je, da naj bi s takšnimi prizadevanji kršili sporazume o nerazkritju informacij, ki jih policija podpiše s proizvajalcem. Ameriška zveza za državljanske svoboščine je vložila več zahtev za javne evidence organov kazenskega pregona na Floridi glede njihove uporabe naprav za sledenje mobilnih telefonov.
Lokalni organi pregona in zvezna vlada so se uprli sodnim prošnjam za informacije o uporabi stingrays, nočejo predati informacij ali jih močno cenzurirajo. Junija 2014 je Ameriška zveza za državljanske svoboščine objavila informacije s sodišča v zvezi s široko uporabo teh naprav s strani lokalne floridske policije. Po tej objavi je služba ameriških maršalov nato zasegla zapise o nadzoru lokalne policije, da bi preprečila, da bi prišli na sodišče. 
V nekaterih primerih policija zavrne razkritje informacij sodiščem in se sklicuje na sporazume o nerazkritju, podpisane s Harris Corporation. FBI je te sporazume zagovarjal, češ da informacije o tehnologiji lahko nasprotnikom omogočijo, da se jih izognejo. ACLU je dejal, da "potencialno protiustaven vladni nadzor v tem obsegu ne bi smel ostati skrit pred javnostjo samo zato, ker zasebna družba želi tajnost. In zagotovo ga ne bi smeli skrivati pred sodniki."
Leta 2015 je okrožje Santa Clara prekinilo pogodbena pogajanja z Harrisom za enote StingRay, pri čemer je kot razlog za izhod iz pogajanj navedel zahtevne omejitve, ki jih je Harris uvedel glede tega, kaj bi lahko objavili na podlagi zahtev iz javnih evidenc.

### Kritika
V zadnjih letih so pravni strokovnjaki, zagovorniki javnega interesa, zakonodajalci in številni člani sodstva močno kritizirali uporabo te tehnologije s strani organov pregona. Kritiki so uporabo naprav v vladnih agencijah označili za neupravičeno sledenje mobilnim telefonom, saj so jih pogosto uporabljali brez obveščanja sodnega sistema ali pridobitve naloga. Fundacija Electronic Frontier je naprave imenovala "neustaven bife s podatki, ki jih lahko pojeste." 
Junija 2015 je javni radio WNYC objavil podcast z Danielom Rigmaidenom o napravi StingRay. 
Leta 2016 je profesorica Laura Moy s pravnega centra Univerze Georgetown na FCC vložila uradno pritožbo glede uporabe naprav s strani organov pregona in menila, da agencije, ki z njimi posnemajo lastnosti stolpov za mobilne telefone, kršijo predpise FCC, ker nimajo ustreznih licenc za spekter.
4. decembra 2019 sta Ameriška zveza državljanskih svoboščin in Newyorška zveza državljanskih svoboščin vložila zvezno tožbo proti carini in mejni zaščiti ter agencijam za priseljevanje in carinsko izvršbo. Po navedbah ACLU je zveza leta 2017 vložila zahtevo po Zakonu o svobodi dostopa do informacij, vendar ni imela dostopa do dokumentov. NYCLU in ACLU sta nadaljevala tožbo z izjavo, da CBP in ICE nista uspela, "da sta pripravila vrsto zapisov o njihovi uporabi, nakupu in nadzoru nad Stingrays." V uradni izjavi, ki je razširila obrazložitev je ACLU izrazil zaskrbljenost nad sedanjimi in prihodnjimi aplikacijami Stingraysa, pri čemer je navedel, da jih ICE uporablja za "nezakonito sledenje novinarjem in zagovornikom ter izpostavljanje ljudi invazivnim iskanjem njihovih elektronskih naprav na meji."

### Protiukrepi
Razviti so bili številni protiukrepi za StingRay in druge naprave, na primer kriptofoni, kot je GMSK-ov Cryptophone, imajo požarne zidove, ki lahko prepoznajo in preprečijo dejanja StingRay-a ali opozorijo uporabnika na zajem IMSI.